# Krzysztof Penderecki
Krzysztof Eugeniusz Penderecki (Dębica, 23 de novembro de 1933 – Cracóvia, 29 de março de 2020) foi um compositor e maestro polonês. O jornal The Guardian citou como um dos  principais compositores da música contemporânea. Entre os seus trabalhos mais conhecidos estão a Trenodia às Vítimas de Hiroshima, Sinfonia No.3, Paixão de São Lucas, Réquiem Polonês, Anaklasis, Utrenja, quatro óperas, oito sinfonias e outras peças orquestrais, uma variedade de concertos instrumentais, arranjos corais para muitos textos religiosos assim como música de câmera e trabalho instrumental.

## Biografia
Nascido em Dębica filho de um advogado, Penderecki estudou música na Universidade Jaguelônica e na Academia de Música de Cracóvia. Depois de se graduar da academia de música, Penderecki se tornou um professor na academia e iniciou sua carreia de compositor em 1959 durante o Festival de Outono de Varsóvia, quando suas obras conquistaram os três primeiros lugares. Sua Trenodia para as Vítimas de Hiroshima para uma orquestra de cordas e o trabalho coral Paixão de São Lucas, receberam a aclamação popular. Sua primeira ópera Os Demônios de Loudun não foi um sucesso imediato. Iniciando em meados de 1970, o estilo de composição de Penderecki mudou com o primeiro concerto para violino focando no semitom e no trítono. Sua obra coral Requiem Polonês foi escrita no anos 1980, com expansões em 1993 e 2005.
Suas primeiras obras, enquadradas na chamada música de vanguarda, contribuíram para o estado da notação musical contemporânea, com as suas partituras isentes de pentagramas convencionais e focadas no timbre acima de tudo. Tempos depois, contudo, Penderecki passou a escrever obras com uma estética mais conservadora, retornando ao sistema tonal, eventualmente utilizando alguns elementos atonais. Sua música se enquadra no período denominado classicismo pós-moderno. Foi um dos poucos compositores contemporâneos renomados entre o grande público.
Penderecki ganhou muitos prêmios prestigiosos, incluindo o Commander´s Cross em 1964, o Prix Italia em 1967 e 1968, a Cruz de Cavaleiro da Ordem da Polônia Restituta em 1964, cinco Grammy Awards em 1987, 1988, 2001, 2013 e 2017, o Prêmio Wolf de Artes em 1987 e Grawemeyer Award for Music Composition da Universidade de Louisville em 1992.
Morreu no dia 29 de março de 2020, aos 86 anos.